# زگیل آبکی
مولوسکوم کنتاژیوزوم (به لاتین: Molluscum contagiosum) یا زگیل آبکی، نوعی عفونت ویروسی پوست و گاهی مخاط است که عامل آن نوعی دی‌ان‌ای ویروس از خانوادهٔ پاکس‌ویروس به نام ویروس مولوسکوم کنتاژیوزوم (مخفف انگلیسی: MCV) است. این عفونت ویروسی که خودبه‌خود بهبود می‌یابد روی پوست یا به صورت خود-تلقیحی یا با تماس پوست به پوست گسترش پیدا می‌کند. 

## معنی واژه
این واژهٔ لاتین از دو قسمت مولوسکوم، از molluscus (نَرم) + contagiosus از contagio (تماس)، که با contact انگلیسی از یک ریشه است، تشکیل شده. از contagiosus معنی مُسری و منتقل‌شونده برداشت می‌شود.

## بیماری‌زایی
مولوسکوم کانتوژیوزوم ممکن است در هر سنی مشاهده شود اما در بیماران مبتلا به آتوپی تعداد ضایعات پوستی بیشتر است و راحت‌تر منتقل و پخش می‌شوند. بیشترین فراوانی در سنین ۳ تا ۹ سال دیده می‌شود و یک بیشینهٔ فراوانی دیگر هم در سنین ۱۶ تا ۲۴ سالگی است. ضایعه در گروه‌های سنی مختلف در جاهای متفاوتی از پوست ظهور پیدا می‌کند. اصولاً راه انتقال بیماری از طریق تماس پوست به پوست است و افرادی مانند ماساژورها و کُشتی‌گیرها بیشتر به آن مبتلا می‌شوند. کودکانی که این ضایعه را دارند نباید با کودکان دیگر آبتنی و حمام کنند.

## شکل ضایعات و مکان‌های درگیر

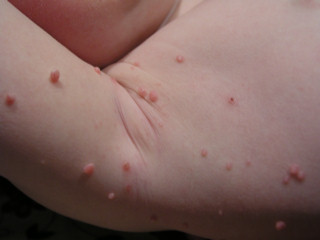
گسترش ضایعات در کودکان. نواحی بالای تنه و زیر بغل درگیر هستند.

مولوسکوم کانتوژیوزوم به صورت یک پاپول (برجستگی توپُر گوشتی) براق یک تا دو میلی‌متری سفید تا صورتی (به رنگ گوشت) شروع می‌شود که سفت و گنبدی‌شکل است. یک فرورفتگی مرکزی سفید - به اصطلاح ناف‌دارشدگی - روی ضایعات وجود دارد که با ذره‌بین بهتر دیده می‌شود. طی چند هفته اندازهٔ ضایعه به حداکثر ۲ تا ۵ میلی‌متر می‌رسد. با گذشت بیشتر زمان، پاپول نرم‌تر و صورتی‌تر می‌شود و ناف‌دارشدگی مرکزی واضح‌تر می‌گردد. بعد از ۶ تا ۹ ماه ضایعات به صورت خودبه‌خودی و به تدریج پسروی پیدا می‌کنند و معمولاً بدون هیچ ضایعهٔ باقی‌مانده محو می‌شوند، البته به ندرت یک جوشگاه کوچک ناف‌دار باقی می‌ماند. التهاب دور ضایعه در صورت وجود، نشان‌دهندهٔ واکنش دستگاه ایمنی بدن و پیش‌درآمد خوب شدن ضایعه است. خراشیدگی و دَلَمه بستن ضایعات ممکن است وجود داشته باشد. کودکان در قسمت بالایی تنه، مخصوصاً صورت و گاهی دست‌ها دچار ضایعه می‌شوند. ضایعات در افراد دچار ضعف دستگاه ایمنی بزرگ‌تر هستند و تعداد ضایعات در افراد آتوپیک با پوست اگزمایی یا خشک بیشتر است. در بزرگسالان ضایعات در پایین شکم و ران‌ها دیده می‌شوند. معمولاً کف دست و پا گرفتار نمی‌شود. در بزرگسالان پاپول‌ها اغلب با موهای عانه استتار می‌شوند. نواحی عانه و تناسلی شایع‌ترین محل درگیر در بزرگسالی هستند.

## تشخیص آزمایشگاهی
در افراد دچار نقص دستگاه ایمنی بدن، بیوپسی از ضایعات انجام می‌شود که انکلوزیون‌های ویروسی سیتوپلاسمی بزرگی به‌نام اجسام مولوسکمی را درون کراتینوسیت‌ها نشان می‌دهد. تراشیدن ضایعات با کورِت، مادهٔ سفید نیمه‌جامدی تولید می‌کند که حاصل کراتینوسیت‌های آلوده‌است. این کراتینوسیت‌های آلوده به طرز جالب توجهی گِرد هستند و به راحتی از یکدیگر جدا می‌شوند. در صورتی که کراتینوسیت‌های غیر آلوده تخت و به‌هم چسبیده هستند و ورق‌هایی از سلول‌های به‌هم چسبیده ایجاد می‌کنند.

## تشخیص افتراقی

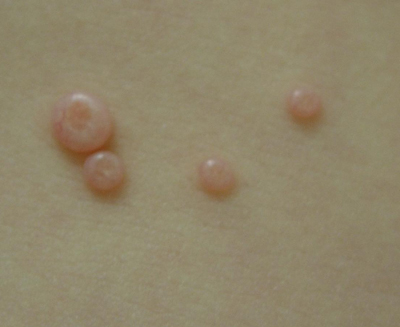
ضایعهٔ تیپیک مولوسکوم کانتوژیوزوم، به ناف‌دارشدگی ضایعات توجه شود.

در بیماران با دستگاه دفاعی طبیعی تشخیص افتراقی به شرح زیر است:
- زگیل تخت[یادداشت ۸]
- زگیل تناسلی[یادداشت ۹]
- عفونت هرپس سیمپلکس

زگیل‌ها برخلاف مولوسکوم فاقد ناف‌دار شدن مرکزی هستند و در کف دست و پا هم ظهور می‌کنند. ضایعات هرپسی وزیکول‌هایی (آبدانه‌هایی) هستند که تنها به صورت گذرا ناف‌دار می‌شوند و غالباً دردناک هستند. ظهور و محو شدن ضایعات هرپسی سریع‌تر است و کلاً هرپس روند بالینی کوتاه‌تری دارد.
در افراد مبتلا به ایدز، عفونت‌های دیگر فرصت‌طلب، شامل قارچ‌های کریپتوکوکوس و هیستوپلاسموز ممکن است ضایعاتی ایجاد کنند که شبیه ضایعات مولوسکوم کانتوژیوزوم باشد.

## درمان
ضایعات ناحیهٔ تناسلی را باید حتماً درمان نمود که جلوی انتشار از راه تماس جنسی گرفته شود.

### داروهای دم دستی
چندین نوع داروی دم دستی برای درمان مولوسکوم وجود دارند که در مؤثر بودنشان شک وجود دارد. مثال‌ها شامل مولوسکوم آر اکس (به انگلیسی: MolluscumRx) و زایمادرم (به انگلیسی: ZymaDerm) است.

### کورِت کشیدن
پاپول‌های کوچک را می‌توان به سرعت با یک کورِت، با یا بدون بی‌حسی موضعی، برداشت. خون‌ریزی را یا با فشار مستقیم گاز طبی روی زخم کنترل می‌کنند یا با محلول مانسل. باید پیش از استفاده به بیمار گفته شود که استفاده از محلول مانسل ممکن است دردناک باشد. جوشگاه کوچکی ممکن است در محل برداشتن ضایعه ایجاد شود؛ بنابراین بهتر است در نقاطی از بدن که از نظر زیبایی اهمیت دارند مورد استفاده قرار نگیرد. در کودکان می‌توان نیم تا یک ساعت پیش از کورت کشیدن از کِرِم لیدوکائین استفاده کرد تا برای کودکان دردناک نباشد.

### کرایوتراپی
جراحی سرمادرمانی (کرایوتراپی) بهترین درمان در بیمارانی است که تحمل درد را داشته باشند. با افشانه (اسپری) یا گوش‌پاک‌کن، نیتروژن مایع را روی ضایعه می‌ریزند تا جایی که یک مرز سفیدرنگ یخ‌زده و هاله‌ای به اندازهٔ یک میلی‌متر روی پوست سالم دور ضایعه ایجاد کند. رسیدن به این اندازه حدوداً ۵ ثانیه طول می‌کشد. البته باید مواظب بود چون یخ‌زدگی بیش از حد باعث پررنگ یا کم‌رنگ شدن محل می‌شود.

### داروهای ضدویروسی و تنظیم‌کننده‌های دستگاه دفاعی بدن
کِرِم ایمی‌کیمود ۵٪ در مردان ۹ تا ۲۷، سه بار در روز، تا ۵ روز متوالی در یک هفته که ۴ هفته ادامه داشته باشد در ۸۰ درصد مواقع مؤثر بوده‌است. اگر در کودکان کرم را یک روز در میان یا یک بار در روز به‌کار ببرند باعث کاهش التهاب در محل مالیدن کرم خواهد شد. در کودکانی که حدوداً ۷ سال دارند کرم هرشب تا ۴ هفته استفاده می‌شود. عوارض جانبی، محدود به محل مالیدن کرم است و سیستمیک نیست (در تمام بدن بروز نمی‌کند). ایمی‌کیمود در بیماران مبتلا به HIV-1 بسیار مؤثر بوده‌است و در ناحیهٔ تناسلی بیماران با دستگاه دفاعی عادی هم به‌کار می‌رود.

### کانتاریدین
کانتاریدین درمان مؤثر و بدون عارضه‌ای است. یک قطرهٔ کوچک از کانتاریدین ۷٪ را روی ضایعه می‌اندازند و دقت می‌کنند که روی پوست سالم اطراف ضایعه مالیده نشود. درد، سوزش، سرخی و خارش گذرا ممکن است که به وجود آید اما عفونت باکتریایی ثانویه ایجاد نخواهد شد. ضایعات تاول می‌زنند و بدون بافت جوشگاه (اِسکار) پاک می‌شوند. البته ممکن است ضایعات مولوسکمی تازه در همان محل تاول کانتاریدین ظاهر شوند. یک روش دیگر استفاده از کانتاریدین یا وروزول (که قوی‌تر است) روی ضایعه و پوشاندن آن با نوار چسب طی یک روز است. تاول کوچک ایجاد شده تا زمانی که از بین برود با پُلیسپرین پوشانده می‌شود.

### هیدروکسید پتاسیم
محلول آبی پتاسیم هیدروکسید (KOH) ده درصد، دو بار در روز روی هر ضایعه مالیده می‌شود. این کار را تا ایجاد التهاب زخم و زخمی شدن سطح ضایعه ادامه می‌دهند. طی یک دورهٔ متوسط ۳۰ روزه از ۳۵ کودکی که در آزمایش شرکت داشتند، ۳۲ نفر بهبودی کامل پیدا کردند. جوشگاه هایپرتروفیک در یک بیمار و تغییرات رنگدانه‌ای در ۹ نفر دیگر مشاهده شد.

### سایمتیدین خوراکی
کودکان مبتلا با یک دورهٔ ۲ ماهه از سایمتیدین خوراکی، ۴۰ میلی‌گرم بر کیلوگرم در روز (40 mg/kg/day) درمان شدند. به‌جز سه نفر، تمام کودکانی که درمان را کامل کردند بهبودی کامل از کل ضایعات پیدا کردند. هیچ عارضهٔ جانبی مشاهده نشد. در مقایسهٔ بیماران آتوپیک و غیر آتوپیک، بیماران آتوپیک پاسخ بهتری به سایمتیدین دادند. گزارش‌های دیگر اظهار نموده‌اند که شواهد قطعی به نفع مؤثر بودن سایمتیدین خوراکی وجود ندارد.

### لیزر
درمان مولوسکوم کانتوژیوزوم با لیزر رنگی با طول موج ۵۸۵ نانومتر مؤثر، قابل تحمل و سریع است.

### لایه‌برداری با تری کلرواستیک اسید
لایه‌برداری (پیلینگ) با تری کلرواستیک اسید ۲۵ تا ۵۰ درصد (به‌طور متوسط ۳۵٪) که هر دو هفته یک بار بر اساس نیاز تکرار می‌شد ۴۰٫۵ ٪ کاهش در ضایعات مولوسکمی بیماران مبتلا به ایدز ایجاد نمود که ضایعات وسیع مولوسکوم کانتوژیوزوم داشتند. در پیگیری ۲ ماهه پس از درمان، هیچ موردی از گسترش ضایعات مولوسکمی، عفونت ثانویه یا ایجاد جوشگاه مشاهده نشد.

### ملاحظات درمانی در کودکان
- خودتلقیحی اطراف چشم‌ها مخصوصاً در کودکان شایع است. بهتر این است که این ضایعات رها گردند تا خودبه‌خود بهبود یابند.[۷]
- با فعال شدن ایمنی سلولی ضایعات، خودبه‌خود بهبود خواهند یافت، بنابراین درمان همیشه الزامی نیست.[۷]
- اگر قرار به درمان شد، بهترین انتخاب‌های درمانی در کودکان استفادهٔ آگاهانه از کانتاریدین، ایمی‌کیمود یا ترتینوئین ضعیف شده‌است.[۷]
- شصت تا نود دقیقه قبل از درمان جراحی (کورت کشیدن و کرایو) از بی‌حس‌کننده‌های موضعی (لیدوکائین ۴٪ یا EMLA) در کودکان استفاده می‌شود.[۷]
- میزان مصرف کِرِم EMLA مخصوصاً در نوزادان و شیرخواران نامحدود نیست چون خطر کمی برای بروز متهموگلوبینمی وجود دارد.[۷]
- مولوسکوم کانتوژیوزوم در افراد بالغ جوان بیماری آمیزشی محسوب می‌شود.[۷]
- در افراد بالغ جوان ضایعات تمایل دارند در قسمت پایین شکم، ناحیهٔ عانه (شامل اعضای تناسلی) و ران‌ها بروز کنند.[۷]